# Robertus naejangensis
Espèce
Robertus naejangensis est une espèce d'araignées aranéomorphes de la famille des Theridiidae.

## Distribution
Cette espèce est endémique de Corée du Sud. Elle se rencontre dans la province de Jeollabuk sur le mont Naejang.

## Étymologie
Son nom d'espèce, composé de naejang et du suffixe latin -ensis, « qui vit dans, qui habite », lui a été donné en référence au lieu de sa découverte, le mont Naejang.

## Publication originale
- Seo, 2005 : Four species of theridiid spider (Araneae) from Korea with a description of new species, Robertus naejangensis. Entomological Research, vol. 35, no 2, p. 121-126.